# Artiste-Ouvrier
Pour les articles homonymes, voir Dumont.
Artiste-Ouvrier, pseudonyme de Pierre-Benoît Dumont, né au XXe siècle, est un peintre et artiste urbain français. Depuis 2000, il réalise ses œuvres au pochoir et à la bombe aérosol, le plus souvent sur les murs mais également sur d'autres supports tels que des disques vinyle ou des panneaux de bois.

## Biographie
Avant d'embrasser la carrière de peintre et d'adopter la technique du pochoir, Pierre-Benoît Dumont s'est essayé à de nombreux domaines. Auteur de poèmes et de pièces de théâtre,, il s’intéresse également au cinéma et à la bande dessinée.
Il commence à pratiquer la peinture au pochoir en 1993, mais c'est en 2000 qu'il décide de s'y consacrer et de prendre le nom d'« Artiste-Ouvrier ». Il organise trois ans plus tard, avec Spliff Gâchette, la manifestation de l'« Internationale Pochoiriste » à Nogent-sur-Marne, qui consiste en la réalisation collaborative d'une fresque murale de 69 mètres de long et à laquelle participeront entre autres Yseult et Epsylon Point.
Il prendra ensuite part à d'autres initiatives légales de peinture urbaine, telles que le Stencil Project en 2004 qui réunit alors quelques-unes des plus grandes figures de l'art de rue parisien, telles Blek le rat et Jef Aérosol. L'année suivante, il participe à l'exposition « Section Urbaine » au marché des Blancs-Manteaux, dans le quatrième arrondissent de Paris, en compagnie d'Ernest Pignon-Ernest, Speedy Graphito, Nemo, Jérôme Mesnager, Paella, Mosko et associés…
Il est alors contacté par Is Bach, futur Js de JanaundJs, et 6lex, qui souhaitent apprendre de sa technique poussée du pochoir. Leur regroupement marque la création de la WCA, la Working Class Artist. À cette époque, Artiste-Ouvrier part à Hambourg et c'est là l'occasion pour la WCA d’accueillir de nouveaux artistes, dont Jana, future membre de JanaundJs, et de se renommer WCA-ASA, pour « Altona Stencil Art ».
En 2008, il est l'invité de la manifestation annuelle des Lézarts de la Bièvre et réalise à cette occasion des peintures dans les 5e et 13e arrondissements de Paris. La même année, il est invité à Londres par Banksy dans le cadre du Cans festival, au même titre que des artistes internationalement reconnus tels que le portugais Vhils.

## Style artistique
Proches de la technique du canivet, les pochoirs d'Artiste-Ouvrier contiennent un haut niveau de détails et sont fréquemment en couleurs. Contrairement à beaucoup d'autres artistes pratiquant la couleur, il n'utilise que deux pochoirs pour une même œuvre mais peut néanmoins employer jusqu'à 48 teintes.
Il est influencé par la peinture du XIXe siècle, notamment par le préraphaélisme ou l'Art nouveau[réf. nécessaire].
Il ne peint qu'aux endroits légaux ou avec l'accord des propriétaires des lieux.